# Jungfrulinspraktmal
Jungfrulinspraktmal, Hypercallia citrinalis, är en fjärilsart som först beskrevs av Giovanni Antonio Scopoli 1763.  Enligt Artfakta ingår Jungfrulinspraktmal i släktet Hypercallia och familjen plattmalar, Depressariidae, men enligt Catalogue of Life är tillhörigheten istället släktet Agriocoma och familjen praktmalar, Oecophoridae. Enligt rödlistan i respektive land är arten nära hotad, NT i Sverige och Finland. Arten förekommer sällsynt från Skåne till Gästrikland. Artens livsmiljö är torra gräsmarker och hedar. Inga underarter finns listade i Catalogue of Life.